# 16 bästa (album av Gimmicks)
16 bästa är ett samlingsalbum utgivet av den svenska gruppen Gimmicks 1976.
Innehållet spänner över tidsperioden 1970-75.

## Låtlista
1. En Sommarsaga
2. Waitin' Shiv'rin' At The Bus Stop
3. Sangen Lär Ha Vingar
4. The Days Of Wine And Roses
5. Det Blir Inte Nej
6. Mas Que Nada
7. For Din Skull
8. Winter Waltz
9. Du är en dröm som blivit sann
10. Homeless
11. Att Få Resa
12. Alta Mira
13. Calico Baby
14. Greta Garbo
15. Our House
16. All Together Now